# オレハマッテルゼ
オレハマッテルゼ（欧字名:Orewa Matteruze、2000年1月16日 - 2013年10月30日）は日本の競走馬。主な勝ち鞍は2006年の高松宮記念、京王杯スプリングカップ。
馬名は石原裕次郎主演の映画『俺は待ってるぜ』が由来だが、「俺、はまってるぜ（嵌まってるぜ）」とも読め、命名者であり馬主の小田切有一も二通りの読みの可能性を認めている。

## 戦績
2003年5月25日の3歳未勝利戦（中京芝2000m）でデビュー。岩田康誠を背に2番人気に推されたものの、13頭中11着に敗れる。4戦目となる7月19日の未勝利戦（小倉芝2000m）で、武豊を背に初白星を挙げた。
2005年の5月にオープンへ昇級すると、中1週で京王杯スプリングカップに挑む。これが重賞初出走であったが2着と健闘した。続いて安田記念でGI初出走を果たしたが、このレースは11着に敗れた。それから休養を経て、11月にキャピタルステークスへ出走、これに勝利してオープン初勝利を飾った。
2006年の東京新聞杯で、京王杯スプリングカップなどで騎乗した柴田善臣とのコンビが復活する。しかし東京新聞杯は2着、次の阪急杯は3着と勝ち切れない結果が続いた。そこで「距離が短い方がいい」と考えた柴田は、1200mの高松宮記念への出走を進言、これが馬主の意図とも一致したため出走が決定し、そして見事に勝利を収めた。同馬のGI勝ちは、調教師の音無秀孝にとって初、馬主の小田切有一にとっては21年ぶり、騎手の柴田にとっては6年ぶりのGI勝ちであり、陣営にとっては格別の勝利となった。
その後、前年と同じく安田記念を目指すこととなり、トライアルとしてやはり前年と同じく京王杯スプリングカップに出走する。GI馬ゆえに59kgの斤量を背負うが、見事に逃げ切り勝ちを果たした。そして迎えた安田記念は1番人気、しかし、3コーナーで他馬と接触したのが影響したためか、この年も10着に敗れた。それからまた休養を経て、10月には春のスプリント王の立場で、秋のスプリント王決定戦であるスプリンターズステークスに挑む。しかし、休養明けであるにもかかわらず、馬体重は安田記念からマイナス12kg。レースでも直線で伸びを欠き、9着に敗れる。その後もスワンステークス5着、阪神カップ14着と精彩を欠くレースが続いた。
2007年は初のダート戦となるフェブラリーステークスから始動したが、最下位16着に敗れた。続いて、連覇を狙って高松宮記念に出走。しかし5着に敗れた。さらには京王杯スプリングカップでは3着と、こちらも連覇をすることはできなかった。さらに続いての安田記念では最下位18着に敗れた。
夏の間は休養し、セントウルステークスから始動。鞍上に武豊を迎えてのレースだったが11着に敗れる。続いて第41回スプリンターズステークスに出走。鞍上は2度目の騎乗となる蛯名正義騎手に乗り替わってのレースとなったが14着に大敗した。次走は富士ステークスに出走。スタートから逃げる形で直線を迎えるものの、粘りきれず9着に敗れた。結局このレースが最後となり、11月12日に引退が発表され、11月14日付でJRA競走馬登録を抹消されることになった。

## 引退後
2008年から北海道浦河町のイーストスタッドにて種牡馬になった。
初年度産駒のハナズゴールが2012年にチューリップ賞で初の重賞制覇を遂げるなど、産駒が活躍し始めた矢先、2013年10月30日に重度の腰萎症のため死亡した。

### 主な産駒
- 2009年産
  - ハナズゴール（オールエイジドステークス、チューリップ賞、京都牝馬ステークス[10]）
- 2010年産
  - エッフェル（如月賞、錦江湾賞[11]）
- 2011年産
  - ウェイトアンドシー（川崎マイラーズ、スパーキングサマーカップ、ゴールド争覇[12]）
- 2012年産
  - ユヅルノオンガエシ（ブロッサムカップ[13]）
- 2013年産
  - キングハート（オーシャンステークス）
  - ヒロノカイザー（トレノ賞[14]）

### 母父としての主な産駒
- 2016年産
  - レオビヨンド（イルミネーションジャンプステークス、中山大障害3着） - 父ダンカーク
- 2017年産
  - グリントビート（星雲賞） - 父シニスターミニスター
- 2019年産
  - サヨノネイチヤ（勝島王冠、ブリリアントカップ、大井記念） - 父ダノンレジェンド

## 競走成績
| 年月日 | 年月日 | 年月日 | 競馬場 | 競走名            | 格       | 頭数 | オッズ （人気） | オッズ （人気） | 着順 | 騎手     | 斤量 | 距離（馬場）  | タイム （上り3F） | タイム 差 | 勝ち馬/（2着馬）         |
| 2003.  | 05.    | 25     | 中京   | 3歳未勝利         |          | 13   | 04.2            | 0（2人）        | 11着 | 岩田康誠 | 56   | 芝2000m（良） | 2:05.2 (36.2)     | -1.9      | マルノウエスタン         |
|        | 06.    | 7      | 東京   | 3歳未勝利         |          | 18   | 23.1            | 0（7人）        | 03着 | 柴田善臣 | 56   | 芝2000m（良） | 2:02.0 (35.4)     | -0.5      | フューチャブライト       |
|        | 06.    | 28     | 阪神   | 3歳未勝利         |          | 16   | 03.8            | 0（2人）        | 03着 | 武豊     | 56   | 芝2000m（稍） | 2:03.9 (37.5)     | -0.8      | バイオレットスズカ       |
|        | 07.    | 19     | 小倉   | 3歳未勝利         |          | 15   | 01.5            | 0（1人）        | 01着 | 武豊     | 56   | 芝2000m（重） | 2:01.5 (35.8)     | -0.0      | （マヤノボビソックス）   |
|        | 10.    | 12     | 東京   | 3歳上500万下      |          | 18   | 02.6            | 0（1人）        | 02着 | 武豊     | 55   | 芝1800m（稍） | 1:48.5 (34.9)     | -0.0      | イナズマシーザー         |
|        | 10.    | 26     | 京都   | 3歳上500万下      |          | 18   | 03.5            | 0（2人）        | 08着 | 武豊     | 55   | 芝1600m（良） | 1:34.6 (34.5)     | -0.4      | ファイトクラブ           |
| 2004.  | 01.    | 17     | 小倉   | 背振山特別        | 500万下  | 18   | 08.2            | 0（4人）        | 05着 | 中舘英二 | 56   | 芝2000m（良） | 2:01.0 (37.4)     | -0.3      | エアセレソン             |
|        | 01.    | 31     | 小倉   | 4歳上500万下      |          | 16   | 04.2            | 0（2人）        | 01着 | 中舘英二 | 56   | 芝1800m（良） | 1:48.9 (37.7)     | -0.0      | （ヤナギムシ）           |
|        | 02.    | 22     | 東京   | タケシバオーM     | 1000万下 | 15   | 11.5            | 0（4人）        | 02着 | 中舘英二 | 54   | 芝1800m（良） | 1:47.4 (35.1)     | -0.2      | アドマイヤロッキー       |
|        | 03.    | 14     | 中山   | メイズイM         | 1000万下 | 14   | 05.3            | 0（4人）        | 05着 | 後藤浩輝 | 57   | 芝1800m（良） | 1:48.6 (34.9)     | -0.4      | タイキアルファ           |
|        | 04.    | 11     | 阪神   | メジロラモーヌM   | 1000万下 | 16   | 04.0            | 0（2人）        | 02着 | 武豊     | 57   | 芝1600m（良） | 1:34.0 (34.4)     | -0.0      | ラシルフィード           |
|        | 05.    | 23     | 東京   | 富嶽賞            | 1000万下 | 15   | 02.9            | 0（2人）        | 01着 | 武豊     | 57   | 芝1600m（稍） | 1:34.8 (34.3)     | -0.0      | （ブラストサンデー）     |
|        | 06.    | 12     | 東京   | 湘南S             | 1600万下 | 14   | 17.5            | 0（6人）        | 03着 | 柴田善臣 | 57   | 芝1600m（良） | 1:33.5 (35.0)     | -0.4      | メイショウカイドウ       |
|        | 10.    | 31     | 京都   | 保津峡特別        | 1000万下 | 14   | 04.4            | 0（2人）        | 01着 | 後藤浩輝 | 57   | 芝1600m（稍） | 1:34.8 (35.9)     | -0.2      | （ニホンピロキース）     |
|        | 11.    | 21     | 京都   | オグリキャップM   | 1000万下 | 15   | 02.3            | 0（1人）        | 02着 | 武豊     | 58   | 芝1600m（良） | 1:35.1 (34.6)     | -0.2      | アルビレオ               |
|        | 12.    | 5      | 阪神   | ゴールデンサドルT | 1000万下 | 14   | 01.9            | 0（1人）        | 02着 | 藤田伸二 | 58   | 芝1400m（良） | 1:21.4 (35.9)     | -0.0      | ホウライウォニング       |
| 2005.  | 02.    | 20     | 東京   | 甲斐駒特別        | 1000万下 | 16   | 02.3            | 0（1人）        | 01着 | 後藤浩輝 | 58   | 芝1400m（重） | 1:23.2 (35.3)     | -0.0      | （トールハンマー）       |
|        | 03.    | 6      | 中山   | アクアマリンS     | 1600万下 | 11   | 03.6            | 0（2人）        | 02着 | 後藤浩輝 | 57   | 芝1600m（良） | 1:33.6 (34.6)     | -0.1      | ニシノシタン             |
|        | 05.    | 1      | 東京   | 晩春S             | 1600万下 | 14   | 02.0            | 0（1人）        | 01着 | 柴田善臣 | 57   | 芝1600m（良） | 1:32.8 (35.1)     | -0.1      | （ジョリーダンス）       |
|        | 05.    | 15     | 東京   | 京王杯SC          | GII      | 18   | 16.8            | 0（5人）        | 02着 | 柴田善臣 | 57   | 芝1400m（良） | 1:20.7 (34.9)     | -0.4      | アサクサデンエン         |
|        | 06.    | 5      | 東京   | 安田記念          | GI       | 18   | 35.2            | （13人）        | 11着 | 蛯名正義 | 58   | 芝1600m（良） | 1:33.0 (35.4)     | -0.7      | アサクサデンエン         |
|        | 11.    | 27     | 東京   | キャピタルS       | OP       | 17   | 04.9            | 0（2人）        | 01着 | 武豊     | 56   | 芝1600m（良） | 1:32.9 (34.2)     | -0.0      | （フォーカルポイント）   |
| 2006.  | 01.    | 5      | 京都   | 京都金杯          | GIII     | 16   | 03.7            | 0（1人）        | 09着 | 福永祐一 | 57   | 芝1600m（良） | 1:34.7 (35.2)     | -0.7      | ビッグプラネット         |
|        | 01.    | 28     | 東京   | 東京新聞杯        | GIII     | 16   | 05.0            | 0（2人）        | 02着 | 柴田善臣 | 56   | 芝1600m（良） | 1:33.7 (34.5)     | -0.0      | フジサイレンス           |
|        | 02.    | 26     | 阪神   | 阪急杯            | GIII     | 15   | 02.3            | 0（1人）        | 03着 | 柴田善臣 | 56   | 芝1400m（不） | 1:22.7 (36.1)     | -0.2      | ブルーショットガン       |
|        | 03.    | 26     | 中京   | 高松宮記念        | GI       | 18   | 09.3            | 0（4人）        | 01着 | 柴田善臣 | 57   | 芝1200m（良） | 1:08.0 (33.9)     | -0.0      | （ラインクラフト）       |
|        | 05.    | 13     | 東京   | 京王杯SC          | GII      | 14   | 05.3            | 0（3人）        | 01着 | 柴田善臣 | 59   | 芝1400m（稍） | 1:21.8 (34.6)     | -0.3      | （インセンティブガイ）   |
|        | 06.    | 4      | 東京   | 安田記念          | GI       | 18   | 05.7            | 0（1人）        | 10着 | 柴田善臣 | 58   | 芝1600m（良） | 1:33.8 (35.5)     | -1.2      | ブリッシュラック         |
|        | 10.    | 1      | 中山   | スプリンターズS   | GI       | 16   | 07.4            | 0（5人）        | 09着 | 柴田善臣 | 57   | 芝1200m（良） | 1:08.7 (35.2)     | -0.6      | テイクオーバーターゲット |
|        | 10.    | 28     | 京都   | スワンS           | GII      | 18   | 06.1            | 0（1人）        | 05着 | 柴田善臣 | 59   | 芝1400m（良） | 1:20.6 (34.5)     | -0.3      | プリサイスマシーン       |
|        | 12.    | 17     | 阪神   | 阪神C             | GII      | 17   | 07.2            | 0（3人）        | 14着 | 柴田善臣 | 57   | 芝1400m（良） | 1:21.5 (36.2)     | -0.9      | フサイチリシャール       |
| 2007.  | 02.    | 18     | 東京   | フェブラリーS     | GI       | 16   | 39.3            | （10人）        | 16着 | 後藤浩輝 | 57   | ダ1600m（不） | 1:36.8 (37.6)     | -2.0      | サンライズバッカス       |
|        | 03.    | 25     | 中京   | 高松宮記念        | GI       | 18   | 11.9            | 0（6人）        | 05着 | 後藤浩輝 | 57   | 芝1200m（重） | 1:09.5 (35.5)     | -0.6      | スズカフェニックス       |
|        | 05.    | 12     | 東京   | 京王杯SC          | GII      | 18   | 07.1            | 0（3人）        | 03着 | 後藤浩輝 | 58   | 芝1400m（良） | 1:20.1 (34.6)     | -0.1      | エイシンドーバー         |
|        | 06.    | 3      | 東京   | 安田記念          | GI       | 18   | 33.5            | （13人）        | 18着 | 後藤浩輝 | 58   | 芝1600m（良） | 1:34.4 (35.9)     | -2.1      | ダイワメジャー           |
|        | 09.    | 9      | 阪神   | セントウルS       | GII      | 16   | 11.5            | 0（5人）        | 11着 | 武豊     | 58   | 芝1200m（良） | 1:08.5 (34.3)     | -1.4      | サンアディユ             |
|        | 09.    | 30     | 中山   | スプリンターズS   | GI       | 16   | 41.8            | （12人）        | 14着 | 蛯名正義 | 57   | 芝1200m（不） | 1:11.7 (38.3)     | -2.3      | アストンマーチャン       |
|        | 10.    | 20     | 東京   | 富士S             | GIII     | 18   | 36.8            | （14人）        | 09着 | 松岡正海 | 58   | 芝1600m（良） | 1:33.9 (35.7)     | -0.6      | マイネルシーガル         |

- 競走名のMはメモリアル、Gはゴールデン、Tはトロフィー、Sはステークス、Cはカップの略。

## エピソード
- 馬主の小田切はやはり石原裕次郎主演映画から「アラシヲヨブオトコ（嵐を呼ぶ男）」という馬名を同期の別の馬に命名しようとしたが、去勢されて「男」ではなくなったため、急遽「オカシナヤツ」に変更した。その後小田切は、マンハッタンカフェ産駒（2006年生まれ）の別の馬に「アラシヲヨブオトコ」と命名した。

## 血統

### 血統背景
山元トレセンの火災事故で亡くなったエガオヲミセテは全姉、半弟に京成杯オータムハンデキャップを制したフラアンジェリコ。祖母に優駿牝馬優勝馬ダイナカール、叔母に天皇賞（秋）、優駿牝馬優勝馬の名牝エアグルーヴ、いとこにエリザベス女王杯2勝のアドマイヤグルーヴがいるなど社台グループゆかりの血統を持つ。

### 血統表
| オレハマッテルゼの血統                            | オレハマッテルゼの血統                                  | オレハマッテルゼの血統           | （血統表の出典）                | （血統表の出典） |
| 父系                                              | サンデーサイレンス系/ヘイロー系                         | サンデーサイレンス系/ヘイロー系  | サンデーサイレンス系/ヘイロー系 | [ § 2 ]          |
| 父 *サンデーサイレンス Sunday Silence 1986 青鹿毛 | 父の父Halo 1969 黒鹿毛                                  | Hail to Reason                   | Turn-to                         | Turn-to          |
| 父 *サンデーサイレンス Sunday Silence 1986 青鹿毛 | 父の父Halo 1969 黒鹿毛                                  | Hail to Reason                   | Nothirdchance                   |                  |
| 父 *サンデーサイレンス Sunday Silence 1986 青鹿毛 | 父の父Halo 1969 黒鹿毛                                  | Cosmah                           | Cosmic Bomb                     | Cosmic Bomb      |
| 父 *サンデーサイレンス Sunday Silence 1986 青鹿毛 | 父の父Halo 1969 黒鹿毛                                  | Cosmah                           | Almahmoud                       |                  |
| 父 *サンデーサイレンス Sunday Silence 1986 青鹿毛 | 父の母Wishing Well 1975 鹿毛                            | Understanding                    | Promised Land                   | Promised Land    |
| 父 *サンデーサイレンス Sunday Silence 1986 青鹿毛 | 父の母Wishing Well 1975 鹿毛                            | Understanding                    | Pretty Ways                     |                  |
| 父 *サンデーサイレンス Sunday Silence 1986 青鹿毛 | 父の母Wishing Well 1975 鹿毛                            | Mountain Flower                  | Montparnasse                    | Montparnasse     |
| 父 *サンデーサイレンス Sunday Silence 1986 青鹿毛 | 父の母Wishing Well 1975 鹿毛                            | Mountain Flower                  | Edelweiss                       |                  |
| 母 カーリーエンジェル 1990 栗毛                   | 母の父*ジャッジアンジェルーチ Judge Angelucci 1983 栗毛 | Honest Pleasure                  | What a Pleasure                 | What a Pleasure  |
| 母 カーリーエンジェル 1990 栗毛                   | 母の父*ジャッジアンジェルーチ Judge Angelucci 1983 栗毛 | Honest Pleasure                  | Tularia                         |                  |
| 母 カーリーエンジェル 1990 栗毛                   | 母の父*ジャッジアンジェルーチ Judge Angelucci 1983 栗毛 | Victorian Queen                  | Victoria Park                   | Victoria Park    |
| 母 カーリーエンジェル 1990 栗毛                   | 母の父*ジャッジアンジェルーチ Judge Angelucci 1983 栗毛 | Victorian Queen                  | Willowfield                     |                  |
| 母 カーリーエンジェル 1990 栗毛                   | 母の母ダイナカール 1980 鹿毛                            | *ノーザンテースト Northern Taste | Northern Dancer                 | Northern Dancer  |
| 母 カーリーエンジェル 1990 栗毛                   | 母の母ダイナカール 1980 鹿毛                            | *ノーザンテースト Northern Taste | Lady Victoria                   |                  |
| 母 カーリーエンジェル 1990 栗毛                   | 母の母ダイナカール 1980 鹿毛                            | シャダイフェザー                 | *ガーサント                     | *ガーサント      |
| 母 カーリーエンジェル 1990 栗毛                   | 母の母ダイナカール 1980 鹿毛                            | シャダイフェザー                 | *パロクサイド                   |                  |
| 母系(F-No.)                                       | パロクサイド系(FN:8-f)                                  | パロクサイド系(FN:8-f)           | パロクサイド系(FN:8-f)          | [ § 3 ]          |
| 5代内の近親交配                                   | Victoria Park M4×S5 = 9.38%                             | Victoria Park M4×S5 = 9.38%      | Victoria Park M4×S5 = 9.38%     | [ § 4 ]          |
| 出典                                              | 1. 2. 3. 4.                                             | 1. 2. 3. 4.                      | 1. 2. 3. 4.                     | 1. 2. 3. 4.      |